# 엽란
엽란은 비짜루과(아스파라거스과) 놀리나아과의 상록 다년초이다.
줄기는 땅속에서 옆으로 포복하여 땅속줄기 형태를 취한다. 잎은 얇고 단단하고 윤기가 있으며 진한 녹색이다. 타원형 모양으로 잎 크기는 50 센티미터가 넘는다. 조밀한 군락을 이루어 자라기 때문에 이렇게 커다란 잎이 지상에 늘어선 것 같은 모양으로 자란다. 손질하지 않아도 그늘에서 알아서 잘 자란다.
꽃은 보라색으로 다육질이다. 5월경 뿌리줄기에서 나와 지상에 아슬아슬하게 핀다. 꽃이 마치 땅에 박힌 것 같은 모습이다. 열매도 땅바닥 바로 위에 열린다.
꽃이 지면 바로 위에 피기 때문에 달팽이와 굼벵이에 의해 꽃가루가 매개된다고 생각한 적도 있었지만, 1995년 옆새우가 이런 종류의 꽃가루를 매개하는 것이 밝혀졌다.
중국 남부가 원산지로 알려져 있지만 중국에서는 야생종이 발견되지 않았고, 가고시마 대학교의 연구 결과 규슈 남부 우지 군도, 쿠로시마 등지가 본래의 야생지역이라는 보고가 이루어지고 있다.

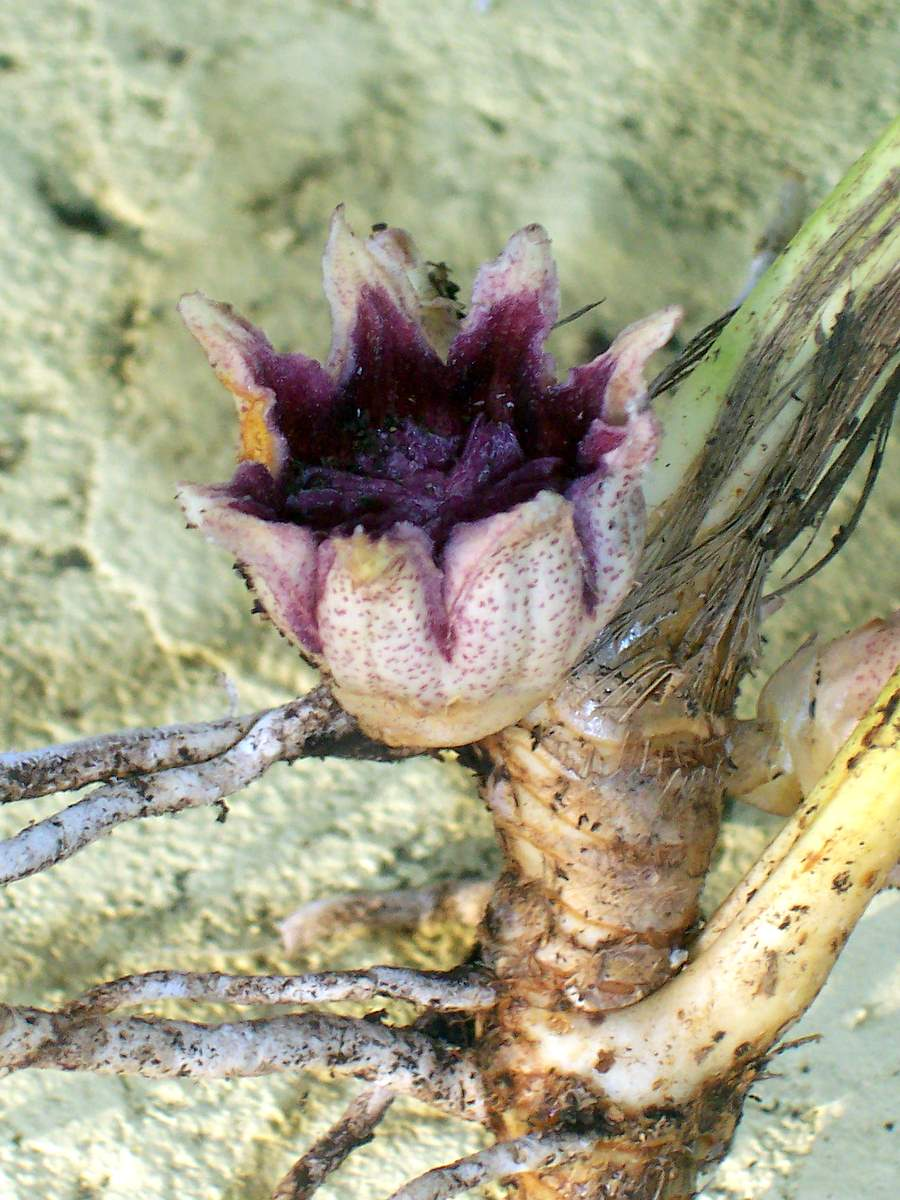
꽃

정원 덤불로 심는 품종으로서, 유럽에서도 조지 오웰의 자전적 작품에 영국 중산층의 상징으로 정원의 엽란이 등장한다.

### 요리 장식

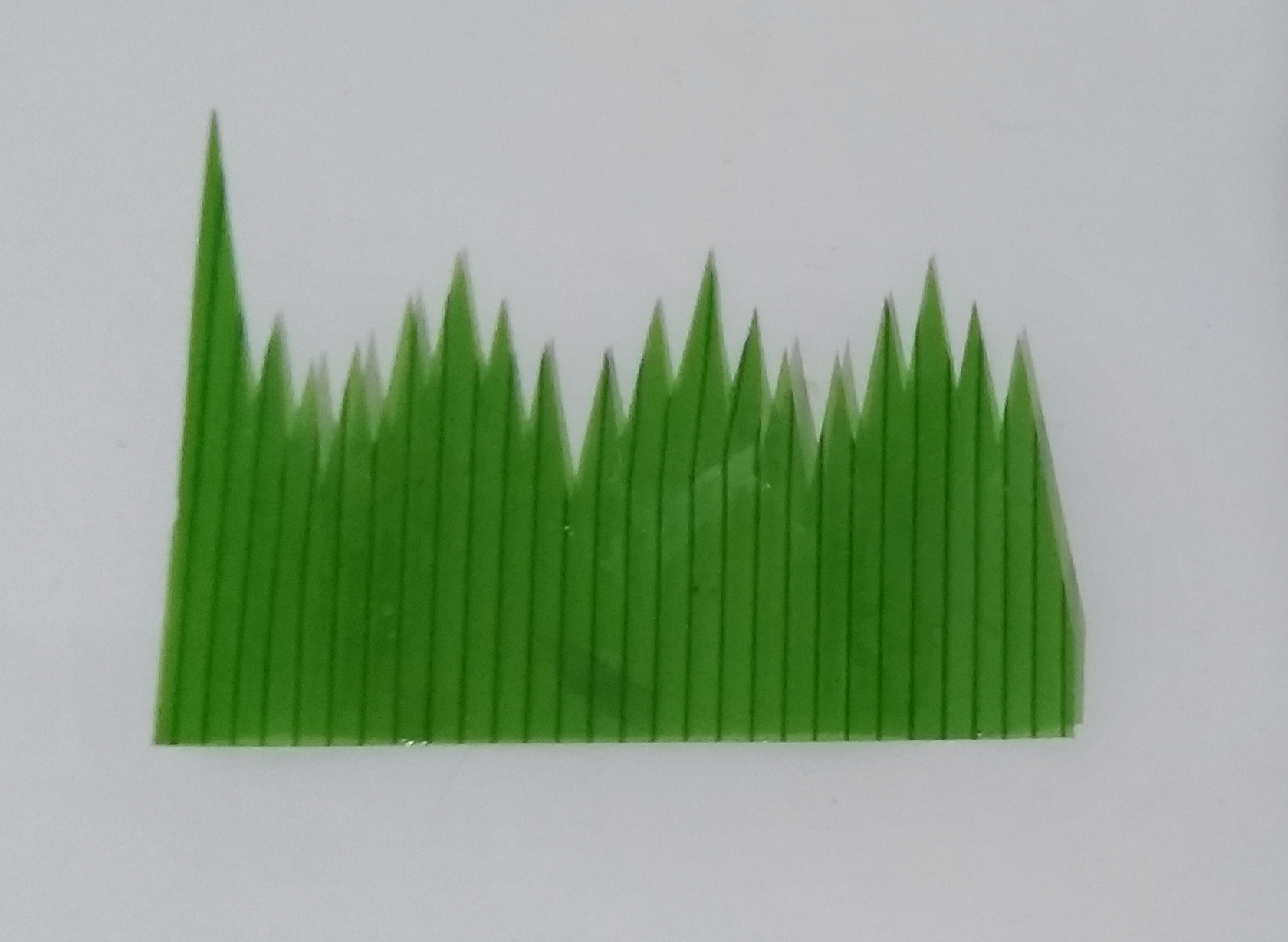
요리 장식으로 쓰이는 바란

일본에서는 요리를 담을 때 엽란 잎에 칼질을 한 것을 사용해 장식했다. 현재는 고급 음식점에서나 진짜 엽란을 쓰고, 대개는 플라스틱으로 만든 인조 엽란(人造バラン 진조바란[*])을 쓰며 ‘바란(バラン)’이라 부른다.